# Prvenstvo Hrvatske u hokeju na travi 2020./21.
Prvenstvo Hrvatske u hokeju na travi za sezonu 2020./21. je osvojila momčad "Concordia 1906" iz Zagreba.

## Prva liga

### Sudionici
- Concordia 1906 - Zagreb
- Jedinstvo - Zagreb
- Marathon - Zagreb
- Mladost - Zagreb
- Mladost II - Zagreb
- Trešnjevka - Zagreb
- Zelina - Sveti Ivan Zelina
- Zrinjevac - Zagreb

### Ljestvica
| mj | klub           | ut | pob | neod | por | gol+ | gol- | bod |             |
| -- | -------------- | -- | --- | ---- | --- | ---- | ---- | --- | ----------- |
| 1. | Mladost        | 14 | 12  | 1    | 1   | 92   | 16   | 37  | doigravanje |
| 2. | Zelina         | 14 | 11  | 1    | 2   | 93   | 33   | 34  | doigravanje |
| 3. | Concordia 1906 | 14 | 11  | 0    | 3   | 78   | 42   | 33  | doigravanje |
| 4. | Zrinjevac      | 14 | 8   | 0    | 6   | 47   | 50   | 24  | doigravanje |
| 5. | Trešnjevka     | 14 | 6   | 1    | 7   | 49   | 43   | 19  |             |
| 6. | Mladost II     | 14 | 2   | 3    | 9   | 24   | 61   | 9   |             |
| 7. | Marathon       | 14 | 1   | 1    | 12  | 18   | 80   | 4   |             |
| 8. | Jedinstvo      | 14 | 1   | 1    | 12  | 17   | 93   | 4   |             |

### Rezultatska križaljka
| kratica | klub           | CON | JED | MAR | MLA1 | MLA2 | TRE | ZEL | ZRI |
| --- | -------------- | --- | --- | --- | ---- | ---- | --- | --- | --- |
| CON | Concordia 1906 |     |     |     |      |      |     |     |     |
| JED | Jedinstvo      |     |     |     |      |      |     |     |     |
| MAR | Marathon       |     |     |     |      |      |     |     |     |
| MLA1 | Mladost        |     |     |     |      |      |     |     |     |
| MLA2 | Mladost II     |     |     |     |      |      |     |     |     |
| TRE | Trešnjevka     |     |     |     |      |      |     |     |     |
| ZEL | Zelina         |     |     |     |      |      |     |     |     |
| ZRI | Zrinjevac      |     |     |     |      |      |     |     |     |
| |                |     |     |     |      |      |     |     |     |
| podebljan rezultat - utakmice od 1. do 7. kola (1. utakmica između klubova) rezultat normalne debljine - utakmice od 8. do 14. kola (2. utakmica između klubova) rezultat nakošen - nije vidljiv redoslijed odigravanja međusobnih utakmica iz dostupnih izvora |                |     |     |     |      |      |     |     |     |

 Izvori: 

### Doigravanje
Utakmice poluzavršnice igrane 12. lipnja, a za plasman 13. lipnja 2021. godine. 
| klub1         | rezultati     | klub2          | napomene                               |
| poluzavršnica | poluzavršnica | poluzavršnica  | poluzavršnica                          |
| ------------- | ------------- | -------------- | -------------------------------------- |
| Mladost       | 4:2           | Zrinjevac      |                                        |
| Zelina        | 4:6           | Concordia 1906 |                                        |
|               |               |                |                                        |
| za 3. mjesto  |               |                |                                        |
| Zrinjevac     | 5:5 (7:8 SO)  | Zelina         | "Zelina" pobijedila nakon raspucavanja |
|               |               |                |                                        |
| za prvaka     |               |                |                                        |
| Mladost       | 2:3           | Concordia 1906 | "Concordia" prvak Hrvatske             |

 Izvori: 

### Konačni poredak
| mj | klub           |
| -- | -------------- |
| 1. | Concordia 1906 |
| 2. | Mladost        |
| 3. | Zelina         |
| 4. | Zrinjevac      |
| 5. | Trešnjevka     |
| 6. | Mladost II     |
| 7. | Marathon       |
| 8. | Jedinstvo      |

## Vanjske poveznice
- Hrvatski hokejski savez
- hhs-chf.hr, Prvenstvo Hrvatske za seniore i seniorke